# Thomas Neill
Thomas Neill (9 de junho de 2002) é um nadador australiano, medalhista olímpico.

## Carreira
Neill conquistou a medalha de bronze nos Jogos Olímpicos de Verão de 2020 em Tóquio na prova de revezamento 4×200 m livre masculino, ao lado de Alexander Graham, Kyle Chalmers, Zac Incerti, Mack Horton e Elijah Winnington, com a marca de 7:01.84.